# Tân Lập, Đắk Lắk
Tân Lập là một phường thuộc tỉnh Đắk Lắk, Việt Nam.
Phường có diện tích 10,20 km², dân số năm 2019 là 25.809 người, mật độ dân số đạt 2.530 người/km².

## Hành chính
Phường Tân Lập được chia thành 6 khu phố: Phước Minh, Phước Hòa, Phước Trung, Phước Khánh, Phước Tân, Phước Bình